# Søren Haagen
Søren Haagen Andreasen (* 26. März 1974 in Esbjerg, Dänemark) ist ein dänischer Handballtorwart und Handballtrainer. 

## Karriere
Haagen begann seine Karriere beim dänischen GOG Svendborg TGI. Mit GOG gewann er 1995, 1996 und 1998 die dänische Meisterschaft sowie in der Saison 1994/95 den dänischen Pokal.  Im Jahr 1996 wurde er zu Dänemarks Handballer der Jahres gewählt. 1998 wechselte er dann in die Handball-Bundesliga, wo er bei der SG Flensburg-Handewitt einen Vertrag unterschrieb. Nach drei Jahren wurde ihm von Flensburg der Vertrag gekündigt. Haagen war monatelang aufgrund von rheumatösen Beschwerden nicht spielfähig. Im gleichen Jahr wechselte er zum Ligarivalen THW Kiel. Doch dort besserte sich sein Krankheitszustand kaum und er verließ zum Saisonende Kiel in Richtung Heimat. Dort war er noch zwei Jahre für GOG Svendborg TGI als Spielertrainer aktiv, beendete aber im März 2004 seine aktive Karriere.
Zur Saison 2014/15 kehrte er wieder ins Tor von GOG Håndbold zurück. Im September 2015 nahm ihn der dänische Erstligist Mors-Thy Håndbold unter Vertrag. In der Saison 2016/17 stand er bei Ribe-Esbjerg HH unter Vertrag. Für die Saison 2017/18 besaß er einen Vertrag bei Randers HH, den er jedoch im Juli 2017 auflöste. Daraufhin schloss er sich dem dänischen Erstligisten KIF Kolding København an. im Sommer 2018 kehrte Haagen zu Ribe-Esbjerg HH zurück. Ein Jahr später schloss er sich nochmals GOG Håndbold an. Im September 2020 gewann er zum zweiten Mal den dänischen Pokal. Seit dem Sommer 2021 hütet Haagen das Tor des dänischen Zweitligisten HØJ.
Für die Nationalmannschaft Dänemarks bestritt Haagen 79 A-Länderspiele. Er nahm an der Weltmeisterschaft 1995, der Europameisterschaft 1996, der Weltmeisterschaft 1999 und der Europameisterschaft 2000 teil.

## Privates
Der Steuerfachmann ist verheiratet mit Hanne, der Schwester des Handballtrainers Jan Pytlick. Sein Sohn Andreas (* 2001) ist ebenfalls Handballtorwart, sein Neffe Simon Pytlick Nationalspieler. Mit beiden spielte er in der Saison 2020/21 bei GOG.